# Kragau (Odenthal)
Kragau ist ein Wohnplatz in Oberodenthal in der Gemeinde Odenthal  im Rheinisch-Bergischen Kreis.

## Lage und Beschreibung
Kragau liegt an der Bundesstraße 506 im Osten der Gemeinde an der Grenze zu Kürten.

## Geschichte
Die Topographia Ducatus Montani des Erich Philipp Ploennies, Blatt Amt Steinbach, belegt, dass der Wohnplatz 1715 als ein Hof kategorisiert wurde und mit Krag Auen bezeichnet wurde. Carl Friedrich von Wiebeking benennt die Hofschaft auf seiner Charte des Herzogthums Berg 1789 als Kagauen. Kragau ist als Teil von Oberodenthal eingezeichnet, allerdings scheint dies ein Fehler von Wiebeking gewesen zu sein. Kragau war Teil der Honschaft Bechen im gleichnamigen Kirchspiel im Landgericht Kürten und damit Teil des bergischen Amtes Steinbach, wie es auch bei Ploennis ersichtlich ist.
Unter der französischen Verwaltung zwischen 1806 und 1813 wurde die Honschaft aufgelöst und Kragau wurde politisch der Mairie Kürten im Kanton Wipperfürth im Arrondissement Elberfeld zugeordnet. 1816 wandelten die Preußen die Mairie zur Bürgermeisterei Kürten im Kreis Wipperfürth.
Der Ort ist auf der Topographischen Aufnahme der Rheinlande von 1824 als Kragau und auf der Preußischen Uraufnahme von 1840 als Krachau verzeichnet. Ab der Preußischen Neuaufnahme von 1892 ist er auf Messtischblättern regelmäßig als Kragau oder ohne Namen verzeichnet. 
1975 entstand aufgrund des Köln-Gesetzes die heutige Gemeinde Odenthal, der Kragau und andere Ortsteile zugeschlagen wurde.
| Jahr | Einwohner | Wohn- gebäude | Kategorie | Politische / kirchliche Zugehörigkeit     |
| ---- | --------- | ------------- | --------- | ----------------------------------------- |
| 1822 | 7         |               | Haus      | Bürgermeisterei Kürten, Kirchspiel Bechen |
| 1830 | 29        |               | Haus      | Bürgermeisterei Kürten, Kirchspiel Bechen |
| 1845 | 14        | 2             | Hofschaft | Bürgermeisterei Kürten, Kirchspiel Bechen |
| 1871 | 11        | 2             | Weiler    | Bürgermeisterei Kürten, Kirchspiel Bechen |
| 1885 | 3         | 11            | Ortschaft | Bürgermeisterei Kürten, Kirchspiel Bechen |
| 1895 | 9         | 2             | Ortschaft | Bürgermeisterei Kürten, Kirchspiel Bechen |
| 1905 | 9         | 2             | Ortschaft | Bürgermeisterei Kürten, Kirchspiel Bechen |